# 日嶽城
日嶽城（ひだけじょう）は、肥後国大野別府に築かれた鎌倉時代～安土桃山時代中期の城。開田城(ひらきだじょう)・鶴城ともいう。
大野別府の地頭、領主であった大野氏の主城。

## 概要
※出典
- 築城は建久4年(1193) から大野別府の地頭を務めた紀氏の紀国隆(きのくにたか)の子、大野十郎秀隆が日嶽城城主となった1200年前後と推定される。
- 標高約200メートルの急峻を利用した山城。
- 天正9年(1581)3月、日嶽城 城主 大野弾正親祐の時、大野別府の北側に隣接する野原荘、地頭小代氏は肥前の龍造寺隆信の命で大野別府を攻め(金山原の合戦)日嶽城は落城した。
- 現在は熊本県玉名市 岱明町 開田(ひらきだ)834、箱崎八幡宮の右手から日嶽城跡の山頂までハイキングコースが整備されている。 小岱山県立自然公園・日嶽城跡の森(現地案内板、駐車場あり)。
- 日嶽城跡の頂上にはやぐら石と呼ばれる高さ4メートル、周囲12～17メートルに及ぶ巨石が折り重なっている。
- 日嶽城跡の頂上は扇のかなめのような位置で玉名市(以前の大野別府)一帯、その向こうの有明海を見渡すことができる。